# Coeliccia flavicauda
Coeliccia flavicauda – gatunek ważki z rodziny pióronogowatych (Platycnemididae).